# Hans Hermansson
Hans Gustaf Hermansson, född 19 februari 1930 i Svanshals församling i Östergötlands län, död 7 maj 2023 i Linköping, var en svensk målare.
Hermansson studerade 1952–1953 vid Pernbys målarskola och 1954–1958 vid Valands konsthögskola i Göteborg.
År 2009 publicerades boken Hans Hermansson målare och 2010 tilldelades Hermansson Rolf Wirténs kulturpris. Hermansson finns representerad vid bland annat Norrköpings konstmuseum. Han är begravd på Västra griftegården, Linköping.